# Gynoplistia leto
Gynoplistia leto là một loài ruồi trong họ Limoniidae. Chúng phân bố ở miền Australasia.